# Santa Bárbara (Ivaiporã)
Santa Bárbara é um distrito do município brasileiro de Ivaiporã, no estado do Paraná.